# Бакалюк Тетяна Григорівна
Тетяна Григорівна Бакалюк (нар. 13 березня 1965, Будапешт, Угорщина) — українська вчена у галузі медичної реабілітації, доктор медичних наук (2017), професор (2020) кафедри медичної реабілітації Тернопільського національного медичного університету імені І. Я. Горбачевського.

## Життєпис
Т. Г. Бакалюк у 1988 році закінчила Тернопільський медичний інститут.
1988—1990 — інтернатура за спеціальністю «Терапія».
1991—1993 — лікар—терапевт у АДЕМ України.
1994—1998 — старший лаборант на кафедрі госпітальної терапії;  2006 — доцент кафедри медичної реабілітації та спортивної медицини Тернопільського державного медичного університету.
У 1998 році пройшла курси спеціалізації «Ультразвукова діагностика» при Тернопільській державній медичній академії ім. І. Я. Горбачевського.
1999 — асистент та завуч курсу медичної реабілітації кафедри терапії ФПО Тернопільської державної медичної академії ім. І. Я. Горбачевського; 2001 — асистент та завуч кафедри медичної реабілітації, фізіотерапії та курортології Тернопільської державної медичної академії ім. І.Я.Горбачевського.
2003 року закінчила курси спеціалізації «Фізіотерапія» при Кримському державному медичному університеті ім. С. І. Георгієвського.
Від 2003 — керівник Центру нетрадиційних методів лікування (м. Тернопіль).
2007—2013 — доцент та завуч кафедри медичної реабілітації та спортивної медицини, від 2013 — кафедри медичної реабілітації Тернопільського державного медичного університету.
З 2018 року очолює Тернопільський осередок громадської організації «Українське товариство фізичної та реабілітаційної медицини», організовує майстер-класи, вебінари, конференції для спеціалістів з реабілітації.
У 2019 р. Бакалюк Т.Г. пройшла спеціалізацію і отримала кваліфікацію з нової спеціальності «Лікар фізичної та реабілітаційної медицини» на кафедрі фізичної та реабілітаційної медицини і спортивної медицини НМАПО ім. П. Л. Шупика.

## Наукова діяльність
1997 року захистила кандидатську дисертацію на тему «Клініко-патогенетичне обґрунтування застосування мікрохвильової резонансної терапії при первинному остеоартрозі» за спеціальністю — 14.01.31 — ревматологія.
2018 року захистила докторську дисертацію на тему «Оптимізація реабілітаційного лікування у хворих на остеоартроз в залежності від структурно-функціонального стану кісткової тканини» за спеціальністю 14.01.33 —– «медична реабілітація, фізіотерапія та курортологія».

## Науковий доробок
Бакалюк Т.Г. є автором 139 наукових робіт, 9 патентів, 3 нововведень, 2 методичних рекомендацій затверджених МОЗ, 10 актів впроваджень.
Співавтор посібника «Преформовані фізичні чинники» і монографії «Реабілітаційні технології при остеоартрозі колінних суглобів у пацієнтів похилого віку»